# Xã Boston, Quận Franklin, Arkansas
Xã Boston (tiếng Anh: Boston Township) là một xã thuộc quận Franklin, tiểu bang Arkansas, Hoa Kỳ. Năm 2010, dân số của xã này là 376 người.